# Баранець японський
Баранець японський (Gallinago hardwickii) — вид сивкоподібних птахів родини баранцевих (Scolopacidae). Названий на честь британського натураліста Томаса Гардвіка (1755-1835).

## Поширення
Птах гніздиться в Японії (Хокайдо, гірські райони Хонсю), на Сахаліні та Курильських островах. На зимівлю мігрую до південно-східної Австралії і Тасманії. У сезон розмноження трапляється на сільськогосподарських угіддях, таких як луки, пасовища, перелоги, а також у місцях випалювання та лісовідновлення, від рівня моря до 1400 м; а також населяє природні луки, болота та річкові долини з низьким трав'янистим покривом. В Австралії мешкає в постійних і ефемерних водно-болотних угіддях з щільним, але неоднорідним рослинним покривом, а також у солоній або солонуватій воді та модифікованих або штучних середовищах існування, включаючи сільськогосподарські угіддя.